# Wutzschleife
Die Einöde Wutzschleife ist ein Ortsteil der Stadt Rötz im Oberpfälzer Landkreis Cham.

## Geographie
Sie liegt zweieinhalb Kilometer westlich des Stadtkerns von Rötz am linken Ufer der Schwarzach oberhalb des Eixendorfer Sees.

## Geschichte
Der Name stammt aus der Zeit, als der Rötzer Bierbrauer Alois Wutz im Jahr 1875 ungefähr zwei Tagewerk Grund des ehemaligen Schlossgut Hillstett kaufte. Dort errichtete er eine Glasschleife mit angegliederten Polierwerk. Außerdem erhielt er Konzession für eine Schankwirtschaft. Das Anwesen wurde 1881 durch einen Eisstoß zerstört.
Heute existiert an dieser Stelle eine Hotelanlage und ein Golfplatz.